# Saison 2009 de l'équipe cycliste Cofidis
La saison 2009 de l'équipe cycliste Cofidis est la treizième de l'équipe. Elle participe en 2009 au ProTour.

## Préparation de la saison 2009

### Arrivées et départs
| Arrivées        | Équipe 2010                  |
| --------------- | ---------------------------- |
| Guillaume Blot  | USSA Pavilly Barentin        |
| Christophe Kern | Crédit agricole              |
| Rémi Pauriol    | Crédit agricole              |
| Nico Sijmens    | Landbouwkrediet-Tönissteiner |
| Alexandre Usov  | AG2R La Mondiale             |

| Départs           | Équipe 2009                  |
| ----------------- | ---------------------------- |
| Sylvain Chavanel  | Quick Step                   |
| Kevin De Weert    | Quick Step                   |
| Nicolas Hartmann  | Bretagne-Schuller            |
| Mathieu Heijboer  | Retraite                     |
| Frank Høj         | Saxo Bank                    |
| Yann Huguet       | Agritubel                    |
| Maxime Monfort    | Columbia-High Road           |
| Nick Nuyens       | Rabobank                     |
| Staf Scheirlinckx | Silence-Lotto                |
| Rik Verbrugghe    | Directeur sportif Quick Step |
| Steve Zampieri    | Retraite                     |

## Coureurs et encadrement technique

### Effectif
| Cycliste              | Date de naissance | Nationalité | Équipe 2008                  |
| --------------------- | ----------------- | ----------- | ---------------------------- |
| Stéphane Augé         | 6 décembre 1974   | France      | Cofidis                      |
| Alexandre Blain       | 7 mars 1981       | France      | Cofidis                      |
| Guillaume Blot        | 28 mars 1985      | France      | USSA Pavilly Barentin        |
| Florent Brard         | 7 février 1976    | France      | Cofidis                      |
| Mickaël Buffaz        | 21 mai 1979       | France      | Cofidis                      |
| Jean-Eudes Demaret    | 25 juillet 1984   | France      | Cofidis                      |
| Hervé Duclos-Lassalle | 24 décembre 1979  | France      | Cofidis                      |
| Samuel Dumoulin       | 20 août 1980      | France      | Cofidis                      |
| Leonardo Duque        | 10 avril 1980     | Colombie    | Cofidis                      |
| Julien El Fares       | 1er juin 1985     | France      | Cofidis                      |
| Bingen Fernández      | 15 décembre 1972  | Espagne     | Cofidis                      |
| Maryan Hary           | 27 mai 1980       | France      | Cofidis                      |
| Christophe Kern       | 18 janvier 1981   | France      | Crédit agricole              |
| Sébastien Minard      | 12 juin 1982      | France      | Cofidis                      |
| Amaël Moinard         | 2 février 1982    | France      | Cofidis                      |
| David Moncoutié       | 30 avril 1975     | France      | Cofidis                      |
| Damien Monier         | 27 août 1982      | France      | Cofidis                      |
| Rémi Pauriol          | 4 avril 1982      | France      | Crédit agricole              |
| Sébastien Portal      | 4 juin 1984       | France      | Cofidis                      |
| Nico Sijmens          | 1er avril 1978    | Belgique    | Landbouwkrediet-Tönissteiner |
| Rein Taaramäe         | 24 avril 1984     | Estonie     | Cofidis                      |
| Alexandre Usov        | 27 août 1977      | Biélorussie | AG2R La Mondiale             |
| Tristan Valentin      | 23 février 1982   | France      | Cofidis                      |
| Romain Villa          | 25 avril 1985     | France      | Cofidis                      |
| Stagiaire             | Date de naissance | Nationalité | Équipe 2009                  |
| Julien Fouchard       | 20 août 1986      | France      | Côtes d'Armor                |
| Benjamin Giraud       | 23 janvier 1986   | France      | AVC Aix-en-Provence          |
| Arnaud Molmy          | 7 août 1988       | France      | CC Nogent-sur-Oise           |

## Bilan de la saison

### Victoires
| Date       | Course                                    | Pays     | Classe | Vainqueur          |
| ---------- | ----------------------------------------- | -------- | ------ | ------------------ |
| 01/02/2009 | Grand Prix d'ouverture La Marseillaise    | France   | 1.1    | Rémi Pauriol       |
| 08/02/2009 | 5e étape de l'Étoile de Bessèges          | France   | 2.1    | Jean-Eudes Demaret |
| 15/02/2009 | 6e étape du Tour méditerranéen            | France   | 2.1    | David Moncoutié    |
| 01/03/2009 | Grand Prix de Lugano                      | Suisse   | 1.1    | Rémi Pauriol       |
| 11/03/2009 | 1re étape de Tirreno-Adriatico            | Italie   | HIS    | Julien El Fares    |
| 10/04/2009 | 5e étape du Circuit de la Sarthe          | France   | 2.1    | Jean-Eudes Demaret |
| 13/06/2009 | 7e étape du Critérium du Dauphiné libéré  | France   | PT     | David Moncoutié    |
| 26/06/2009 | Championnat d'Estonie du contre-la-montre | Estonie  | CN     | Rein Taaramäe      |
| 28/06/2009 | Championnat d'Estonie sur route           | Estonie  | CN     | Rein Taaramäe      |
| 29/07/2009 | Classement général du Tour de Wallonie    | Belgique | 2.HC   | Julien El Fares    |
| 09/08/2009 | 1re étape du Tour de l'Ain                | France   | 2.1    | Mickaël Buffaz     |
| 12/08/2009 | 4e étape du Tour de l'Ain                 | France   | 2.1    | Rein Taaramäe      |
| 12/08/2009 | Classement général du Tour de l'Ain       | France   | 2.1    | Rein Taaramäe      |
| 19/08/2009 | 2e étape du Tour du Limousin              | France   | 2.1    | Samuel Dumoulin    |
| 12/09/2009 | 13e étape du Tour d'Espagne               | Espagne  | HIS    | David Moncoutié    |

### Résultats sur les courses majeures
Les tableaux suivants représentent les résultats de l'équipe dans les principales courses du calendrier international (les cinq classiques majeures, le Tour de France et le Tour d'Espagne). Pour chaque épreuve est indiqué le meilleur coureur de l'équipe, son classement ainsi que les accessits glanés par Cofidis sur les courses de trois semaines.

#### Classiques
| Classique            | Milan-San Remo       | Tour des Flandres   | Paris-Roubaix          | Liège-Bastogne-Liège  | Tour de Lombardie  |
| -------------------- | -------------------- | ------------------- | ---------------------- | --------------------- | ------------------ |
| Coureur (classement) | Leonardo Duque (91e) | Florent Brard (96e) | Sébastien Minard (29e) | David Moncoutié (27e) | Nico Sijmens (45e) |

#### Grands tours
| Grand tour           | Tour d'Italie | Tour de France         | Tour d'Espagne                                                    |
| -------------------- | ------------- | ---------------------- | ----------------------------------------------------------------- |
| Coureur (classement) | Non invitée   | Sébastien Minard (38e) | Amaël Moinard (18e)                                               |
| Accessits            | -             | -                      | 1 victoire d'étape et Grand Prix de la montagne (David Moncoutié) |

### Classement UCI
L'équipe Cofidis termine à la vingtième place du Calendrier mondial avec 166 points. Ce total est obtenu par l'addition des points des cinq meilleurs coureurs de l'équipe au classement individuel que sont Rein Taaramäe, 49e avec 98 points, David Moncoutié, 106e avec 31 points, Samuel Dumoulin, 131e avec 18 points, Christophe Kern, 167e avec 10 points, et Leonardo Duque, 172e avec 9 points.
| Rang | Coureur          | Points |
| ---- | ---------------- | ------ |
| 49   | Rein Taaramäe    | 98     |
| 106  | David Moncoutié  | 31     |
| 131  | Samuel Dumoulin  | 18     |
| 167  | Christophe Kern  | 10     |
| 172  | Leonardo Duque   | 9      |
| 191  | Julien El Fares  | 6      |
| 194  | Amaël Moinard    | 6      |
| 227  | Sébastien Minard | 2      |
| 252  | Alexandre Usov   | 1      |
| 256  | Nico Sijmens     | 1      |
| 259  | Rémi Pauriol     | 1      |
| 265  | Stéphane Augé    | 1      |